# Fatin Shidqia
 (août 2013).
Fatin Shidqia Lubis, née le 30 juillet 1996 à Jakarta, est une chanteuse indonésienne qui a remporté, en mai 2013, le concours de jeunes talents X Factor Indonésie, obtenant un contrat d'enregistrement d'un milliard de roupies avec Sony Music Entertainment Indonésie.

## Carrière

### Singles
- Aku Memilih Setia
- Kekasih Mu